# Ito Ryuji
Ryuji Ito (sinh ngày 23 tháng 7 năm 1990) là một cầu thủ bóng đá người Nhật Bản.

## Sự nghiệp câu lạc bộ
Ryuji Ito đã từng chơi cho Yokohama FC, FC Ryukyu, Matsumoto Yamaga FC và Fujieda MYFC.